# Shannon Lucio
Pour les articles homonymes, voir Lucio.
Shannon Lucio née le 25 juin 1980 à Denver (Colorado) est une actrice américaine.

## Biographie
Shannon Lucio est une actrice américaine, née le 25 juin 1980 à Denver, dans le Colorado. Elle a grandi à San Antonio, au Texas, où elle a d'abord nourri des ambitions sportives pour le basket-ball et l'athlétisme. Cependant, une blessure au genou survenue durant ses années de lycée l'a poussée à explorer d'autres passions, notamment le théâtre.

### Éducation
Shannon Lucio a suivi des cours de théâtre durant sa dernière année de lycée, ce qui lui a permis de découvrir son intérêt pour la comédie. Après avoir terminé ses études secondaires, elle a été acceptée à l'Université de Californie du Sud (USC), où elle a obtenu un diplôme en théâtre. Sa formation académique lui a ouvert les portes de l'industrie du divertissement.

### Vie privée
Lucio est mariée à Charlie Hofheimer depuis 2022 et ils ont un enfant ensemble nommé Hudson. Sa vie personnelle semble jouer un rôle important pour elle, et elle partage parfois des moments familiaux sur ses réseaux sociaux.

## Carrière

### Débuts à la télévision
Lucio a commencé sa carrière d'actrice dans des séries télévisées. En 2003, elle apparaît dans un épisode d'Urgences, suivi par des rôles dans New York Police Blues et Les Experts : Miami. Son rôle le plus marquant est celui de Lindsey Gardner la fille illégitime de Caleb Nichol dans la série adolescente Newport Beach, qu'elle a interprété entre 2004 et 2005. Dans cette série populaire, son personnage est impliqué dans une relation tumultueuse avec Ryan Atwood, incarné par Ben McKenzie.

### Rôles notables
Après Newport Beach, Shannon Lucio a continué à se faire connaître grâce à divers rôles récurrents. Elle a joué Miriam Holtz et Trishanne dans Prison Break, apparaissant dans plusieurs épisodes de la série. De plus, elle a eu des rôles dans des séries telles que Grey's Anatomy, Moonlight, et Esprits criminels. En 2016, elle est apparue dans la série Roots, un remake du classique télévisé.

### Cinéma
En parallèle de sa carrière télévisuelle, Lucio a également participé à plusieurs films. Parmi ses œuvres notables figurent Starkweather sorti en 2004, où elle interprète Caril-Ann Fugate, et Festin d'amour en 2007, aux côtés de Morgan Freeman et Greg Kinnear. En 2008 elle a également été vue dans Fireflies in the Garden, avec Julia Roberts et Ryan Reynolds.

### Production et écriture
Shannon Lucio ne se limite pas à la seule interprétation; elle est également impliquée dans la production et l'écriture. Elle est cofondatrice de Filament Features, une société de production qui développe divers projets cinématographiques et télévisuels. En tant que productrice, elle a été impliquée dans plusieurs courts-métrages et projets indépendants. Elle a également écrit un court-métrage intitulé Sissy, sorti en 2022.

## Filmographie
Sauf indication contraire, les informations mentionnées dans cette section peuvent être confirmées par la base de données cinématographiques IMDb,  présente dans la section « Liens externes ».

### Actrice

#### Cinéma

##### Courts métrages
- 2010 : Numb de Erwann Marshall : Maggie
- 2010 : Swerve de Brendan Gabriel Murphy : Betty
- 2010 : Baggage de Charlie Hofheimer : Gwendolyn
- 2012 : El cocodrilo de Steve Acevedo : Justene
- 2012 : Bad Wolf de Kalman Apple : Granny
- 2012 : Amen de D.J. Turner : Spirit
- 2013 : A Day in the Country de Kalman Apple : MLE
- 2013 : Lana de Berman Fenelus : Lana
- 2015 : Consuming Beauty de Alex Knudsen : Elodine

##### Longs métrages
- 2004 : Starkweather (en) de Byron Werner : Caril-Ann Fugate
- 2005 : Youthanasia de Greg Runnels et Mark Runnels : Michelle
- 2007 : Graduation de Michael Mayer : Polly Deely
- 2007 : Festin d'amour (Feast of Love) de Robert Benton : Janey
- 2008 : Fireflies in the Garden de Dennis Lee : Ryne Taylor
- 2008 : Say Goodnight de David VonAllmen : Lily
- 2010 : Autopilot de Alex Knudsen : Sara Beatly
- 2012 : Satellite of Love de Will James Moore : Catherine
- 2013 : This Thing with Sarah de Michael Doneger : Becca
- 2015 : Un homme parfait (The Perfect Guy) de David M. Rosenthal : Cindy
- 2016 : Dependent's Day de Michael David Lynch : Kaylee
- 2018 : Segfault de Robert Paschall Jr. : Blair
- 2020 : Quad de Michael Uppendahl : Christine

#### Télévision

##### Séries télévisées
- 2003 : Urgences (ER) : Johanna Lambright (saison 10, épisode 9)
- 2004 : New York Police Blues (NYPD Blue) : Courtney Bates (saison 11, épisode 12)
- 2004 : Division d'élite (The Division) : Morgan Hillford (saison 4, épisode 10)
- 2004 : Les Experts : Miami (CSI: Miami) : Gina Lamar (saison 2, épisode 24)
- 2004-2005 : Newport Beach (The O.C.) : Lindsey Gardner (12 épisodes)
- 2007 : Moonlight : Beth Turner (1 épisode)
- 2008 : The Oaks : Sarah (épisode pilote)
- 2008 : Prison Break : Miriam Holtz/Trisha (11 épisodes)
- 2009 : Esprits criminels (Criminal Minds) : Tina Wheeler (saison 4, épisode 19)
- 2009 : Grey's Anatomy : Amanda (3 épisodes)
- 2010 : The Gates : Teresa (5 épisodes)
- 2010 : Los Angeles, police judiciaire (Law and Order: Los Angeles) : Kim Miller (saison 1, épisode 4)
- 2010-2014 : True Blood : Caroline Compton (5 épisodes)
- 2011 : The Chicago Code : Beth Killian (3 épisodes)
- 2012 : Day Break : Katherine (3 épisodes)
- 2012 : Castle : Rebecca Fog (saison 5, épisode 2)
- 2013 : Once Upon a Time : Seer (saison 2, épisode 14)
- 2013 : Supernatural : April Kelly (saison 9, épisode 3)
- 2013 : Marvel : Les Agents du SHIELD (Marvel's Agents of SHIELD) : Debbie (saison 1, épisode 1 et 5)
- 2013 : Les Experts (CSI: Crime Scene Investigation) : Kristi Holt (saison 14, épisode 301)
- 2015 : Harry Bosch : Heather Lyndon (saison 1, épisode 9)
- 2015 : Night Shift (The Night Shift) : Kim (saison 2, épisode 4)
- 2016 : NCIS : Enquêtes spéciales : Amy Harrison (saison 13, épisode 17)
- 2016 : Rosewood : Casey Reed (saison 1, épisode 15)
- 2016 : Racines : Patricia Lea (2 épisodes)
- 2016 : Longmire : Cara Fillmore (saison 5, épisode 4)
- 2016 : American Horror Story : Diana Cross (saison 6, épisode 6 et 9)
- 2018 : Shameless : Alison De Marco (saison 9, épisode 5)
- 2018 : Dynastie (Dynasty) : Maura Van Kirk (saison 2, épisode 2)
- 2020 : L'Étoffe des héros (The Right Stuff) : Louise Shepard (8 épisodes)

##### Téléfilms
- 2005 : Panique sur la côte (Spring Break Shark Attack) de Paul Shapiro : Danielle Harrison
- 2006 : A House Divided de Michael Rymer : Pam Jenks
- 2012 : The Tin Star de ? : Sally Flynn
- 2013 : Le Ranch de la vengeance (Shadow on the Mesa) de David S. Cass Sr. : Rosalie Eastman

### Productrice
- 2010 : Baggage de Charlie Hofheimer
- 2010 : Rock Mafia: The Big Bang de Douglas Aarniokoski (clip musical)
- 2010 : Grave Dawn de D.J. Turner
- 2012 : Home de Charlie Hofheimer
- 2012 : Amen de D.J. Turner
- 2013 : Lana de Berman Fenelus
- 2015 : Consuming Beauty de Alex Knudsen
- 2018 : Segfault de Robert Paschall Jr.

### Scénariste
- 2015 : Chloe's Hope de Robert Paschall Jr.
- 2018 : Segfault de Robert Paschall Jr.